# TRaiL
TRaiL (acronimo di Televijion Rai Ladina) è il telegiornale in lingua ladina trasmesso dalla sede Rai di Bolzano. Si affianca ai telegiornali nazionali (TG3) e regionali (TGR) in lingua italiana e al Tagesschau in lingua tedesca.

## Formula
Il programma viene lanciato il 12 gennaio 1998 come breve notiziario di 4 minuti trasmesso una volta al giorno e dedicato al gruppo linguistico ladino. Studio e grafica rimarranno inalterati fino al 2014, quando avverrà un aggiornamento totale dell'identità visiva, con contestuale conversione dell'emissione al formato 16:9.
Alla storica edizione delle 19:55 (della durata di 4 minuti), dal 4 novembre 2013 si affianca una seconda edizione, trasmessa alle 22:00 con una durata di 10 minuti. Il notiziario si chiude con le previsioni del tempo (su informazioni della stazione ARPAV di Arabba) dedicate al territorio della Ladinia.
Le due edizioni vengono diffuse sulle frequenze di Rai 3 Südtirol (che allo scopo viene identificata come Rai Ladinia), subito prima delle due edizioni del Tagesschau (telegiornale in lingua tedesca) di Rai Südtirol. Il programma è visibile anche in streaming sul sito della sede Rai di Bolzano e sul sito della Testata Giornalistica Regionale.